# Gallienica
Gallienica is een geslacht van vlinders van de familie spinneruilen (Erebidae), uit de onderfamilie Lymantriinae.

## Soorten
- G. ambahona (Collenette, 1954)
- G. andringitra Griveaud, 1977
- G. antongila Griveaud, 1977
- G. brunea Griveaud, 1977
- G. candida Griveaud, 1977
- G. didya Griveaud, 1977
- G. griveaudi (Collenette, 1959)
- G. lakato Griveaud, 1977
- G. lineata Griveaud, 1977
- G. maligna (Butler, 1882)
- G. mandraka Griveaud, 1977
- G. nosivola (Collenette, 1959)
- G. sanguinea (Hering, 1926)
- G. sphenosema (Collenette, 1959)
- G. viettei Griveaud, 1977
- G. violacea Griveaud, 1977